# Jürgen Haase (Produzent)

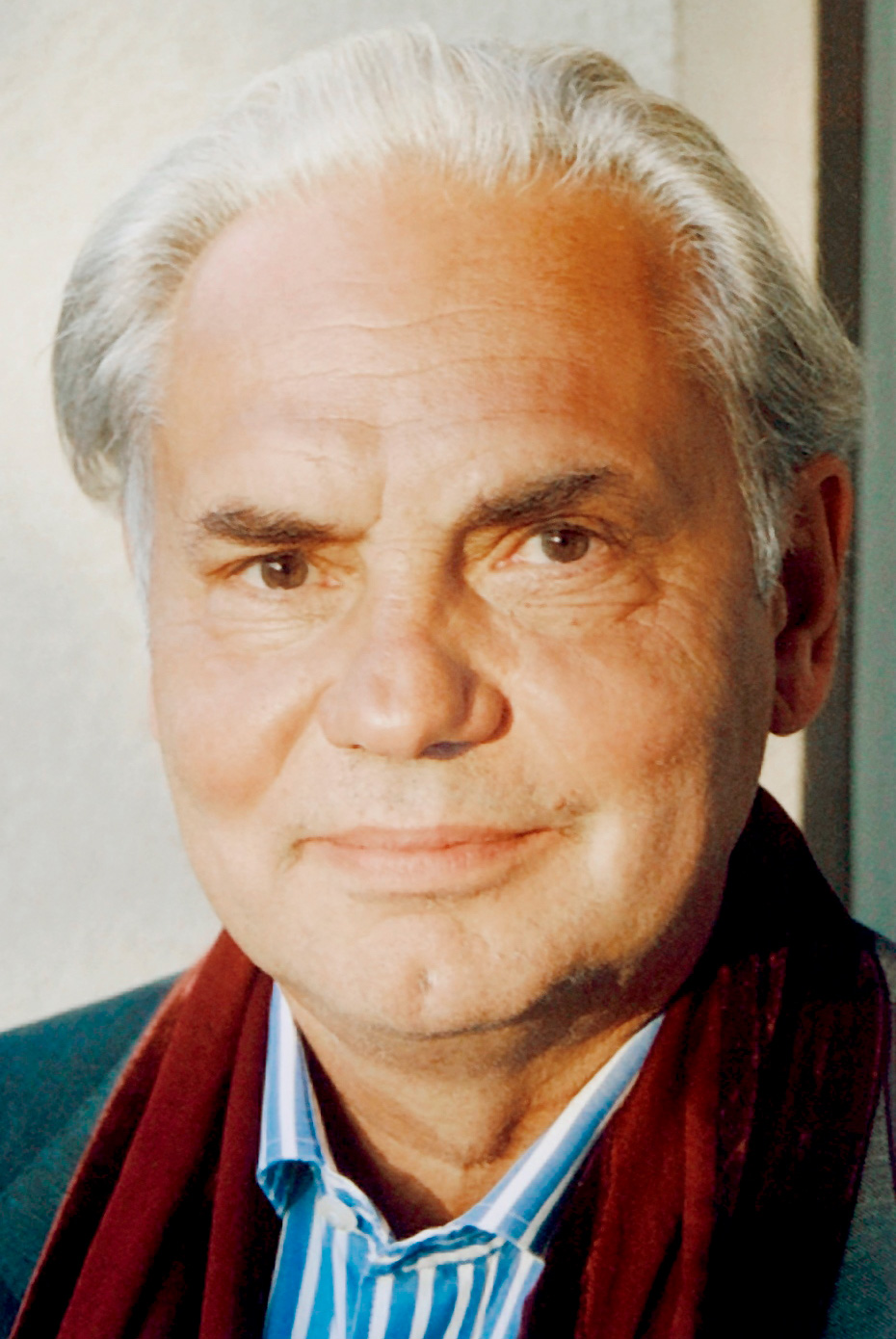
Jürgen Haase, 2014

Jürgen Haase (* 8. März 1945 in Berlin) ist ein deutscher Filmproduzent, Regisseur und Autor. Er war Vorsitzender der Geschäftsführung der Tellux Beteiligungsgesellschaft mbH sowie Geschäftsführer der Progress Film-Verleih GmbH.

## Leben
Haase studierte an der Filmakademie Berlin und arbeitete anschließend als Autor und Regisseur für Fernsehspiele der ARD und des ZDF. 1983 übernahm er die Geschäftsführung der Provobis – Gesellschaft für Film und Fernsehen mbH, die er bis 2007 innehatte. Seit 1994 ist er Gesellschafter und Geschäftsführer der Tellux Beteiligungsgesellschaft. 1997 übernahm er die Geschäftsführung des Traditionsunternehmens Progress Film-Verleih GmbH. Von 2002 bis 2010 war er Vorsitzender der Geschäftsführung der Tellux Beteiligungsgesellschaft mbH. Von 1996 an lehrte er an verschiedenen Hochschulen im In- und Ausland, so an der Hochschule für Film und Fernsehen Potsdam, an der FAMU Prag und an der Hochschule Magdeburg. Seit 2003 ist er Geschäftsführer des gemeinnützigen Wilhelm Fraenger-Institut Berlin, Gesellschaft zur Förderung von Bildung und Kultur. Das Wilhelm Fraenger-Institut organisiert Veranstaltungen zur politischen und kulturellen Bildung und unterstützt kulturelle Projekte mit gesellschaftspolitischem Bezug. Dazu zählen Ausstellungen, Filmreihen, Kulturveranstaltungen, Publikationen oder mediale Projekte. Im Vordergrund stehen dabei die jüngere deutsche Vergangenheit und die Gestaltung eines gemeinsamen Europa der kulturellen Werte.
Haase war Vorsitzender des Aufsichtsrates des „PROGRESS Film-Verleih“ und ist als unabhängiger Filmproduzent tätig. 2007 wurde er für seine Verdienste um die deutsche Kultur mit dem Bundesverdienstkreuz am Bande der Bundesrepublik Deutschland ausgezeichnet. Haase wurde 2015 mit dem Kavalierskreuz des Verdienstordens der Republik Polen ausgezeichnet für herausragende Verdienste um die deutsch-polnische Zusammenarbeit in Kultur und Bildung.
2022 wurde ihm im Rahmen einer Höherstufung das Verdienstkreuz 1. Klasse des Verdienstordens der Bundesrepublik Deutschland verliehen.
Neben preisgekrönten Filmen wie Das Spinnennetz (1989), Mario und der Zauberer (1994), Operation Rubikon (2002), Nikolaikirche (1995) und Feuerreiter (1998) produzierte Haase auch jahrelang SFB- und mdr-Beiträge des Tatort, jüngst auch aktuelle Märchenverfilmungen nach den Gebrüdern Grimm. 2004 und 2006 war er Produzent von Volker Schlöndorffs preisgekrönten Filmen Der neunte Tag und Strajk – Die Heldin von Danzig. Seine Produktionen erhielten u. a. eine Oscar-Nominierung, Deutsche Filmpreise, Bayerische Filmpreise, den Friedenspreis des Deutschen Films und die Movieguide Awards Los Angeles. Seit Mitte der 1980er Jahre betätigte er sich zudem als Autor und Herausgeber zahlreicher Begleitbücher zu Filmprojekten mit politischer und historischer Relevanz.

## Regiearbeiten
Selbst Regie führte Haase bei seinem von 1982 bis 1984 zusammen mit dem NDR produzierten Kinderfilm Gülibik, zugleich war er Koautor. Der Film wurde mehrfach ausgezeichnet, so während der Berlinale 1984. Eine weitere Regiearbeit legte Haase mit Eine Liebe in Istanbul (1990) vor. 2005 war er Autor, Regisseur und Produzent des Dokumentarfilms Mit den Augen der Seele. Straßensänger und Kaiser wollt’ ich werden über den österreichischen Maler Ernst Fuchs. 2009 porträtierte er für den MDR den Filmkomponisten und Jazzmusiker Günther Fischer in Lebensläufe. Günther Fischer – Von Zwickau in die Welt. 2011 führte er Regie bei dem MDR-Dokumentarfilm Eine Vision lebt – Das Weimarer Dreieck. Von 2016 bis 2022 produzierte er mehrere Dokumentarfilme. Darunter Der Fall Wolfgang Schnur – Ein unmögliches Leben, Splitter im Kopf – Haftbedingungen in der DDR (Autor, Ko-Regisseur, Produzent), Eltern, Kinder, Stasihaft – Albträume und Traumata (Ko-Autor, Regisseur, Produzent).  2022 produzierte er für den RBB einen biographischen Interviewfilm über den Liedermacher und ehemaligen DDR-Dissidenten Stephan Krawczyk  –  Ich dagegen singe… (Autor, Regisseur, Produzent).
2022 inszenierte Haase im Renaissance-Theater Berlin ein Theaterstück in zehn Szenen. „Die Anhörung“ basiert auf dem authentischen letzten Interview von Wolfgang Schnur, dem Stasi-Spitzel und DDR-Oppositionellen-Anwalt.

## Filmografie (Produzent)
- 1983: Der Beginn aller Schrecken ist Liebe
- 1984: Das Autogramm
- 1984: Gülibik (auch Regisseur, Koautor)
- 1986: Quatre mains
- 1989: Das Spinnennetz
- 1990: Eine Liebe in Istanbul (auch Regisseur, Autor)
- 1991: Hard Days – Hard Nights
- 1992: Es wäre gut, daß ein Mensch würde umgebracht für das Volk – Johannespassion
- 1994: Mario und der Zauberer
- 1994: Launen eines Flusses
- 1995: Nikolaikirche
- 1996: Lorenz im Land der Lügner
- 1998: Feuerreiter
- 1998: Das Bergwerk – Franz Fühmann
- 1998–2005: Tatort 
  - 1998: Ein Hauch von Hollywood
  - 1998: Berliner Weiße
  - 1998: Der zweite Mann
  - 2000: Das letzte Rodeo
  - 2001: Der lange Arm des Zufalls
  - 2001: Tot bist Du!
  - 2001: Verhängnisvolle Begierde
  - 2002: Zahltag
  - 2002: Filmriss
  - 2002: Zartbitterschokolade
  - 2003: Die Liebe und ihr Preis
  - 2003: Dschungelbrüder
  - 2004: Rosenholz
  - 2004: Eine ehrliche Haut
  - 2004: Der vierte Mann
  - 2005: Todesbrücke
  - 2005: Leiden wie ein Tier
- 2001: Pinky und der Millionenmops
- 2001: Weiser
- 2002: Operation Rubikon
- 2003: Casanova
- 2004: Der neunte Tag
- 2006: Strajk – Die Heldin von Danzig
- 2007: Benedikt XVI. – Eine deutsche Geschichte
- 2008: Das Morphus-Geheimnis
- 2009: Lebensläufe. Günther Fischer – Von Zwickau in die Welt (auch Regisseur, Autor)
- 2011: Eine Vision lebt – Das Weimarer Dreieck (auch Autor)
- 2017: Der Fall Wolfgang Schnur – Ein unmögliches Leben (auch Autor)
- 2018: Splitter im Kopf – Haftbedingungen in der DDR (auch Autor)
- 2019: Eltern, Kinder, Stasihaft – Albträume und Traumata (auch Autor)
- 2022: Stephan Krawczyk – Ich dagegen singe… (auch Autor)

## Publikationen
- als Hrsg.: Die Anhörung – Wolfgang Schnurs Doppelleben als Stasi-Spitzel und Anwalt politisch Verfolgter. Psychosozial Verlag, ISBN 978-3-8379-2961-4
- als Hrsg.: Zwischen uns die Mauer – DEFA-Filme auf der Berlinale. be.bra Verlag, ISBN 978-3-8148-0175-9.
- als Hrsg.: Deutsche Einheit am Balaton. be.bra Verlag, ISBN 978-3-89809-086-5.
- als Hrsg.: Te deum – Das Geheimnis der großen christlichen Orden. Pendo Verlag, ISBN 978-3-86612-186-7.
- als Hrsg.: Strajk – Die Heldin von Danzig. Parthas Verlag, ISBN 978-3-86601-301-8.
- als Hrsg.: Der neunte Tag – Das Buch zum Film. éditions saint-paul, ISBN 978-2-87963-510-1.
- als Hrsg.: Andreas Pflüger: Operation Rubikon. Herbig-Verlag, 2004, ISBN 3-7766-2385-3.
- als Hrsg.: Die Braut. Parthas Verlag,
- als Hrsg.: Feuerreiter. Parthas Verlag, ISBN 978-3-932529-21-4.
- als Hrsg.: Seligpreisungen. Pattloch Verlag, ISBN 978-3-629-00119-1.
- als Hrsg.: René Kollo. Parthas Verlag, ISBN 978-3-932529-07-8.
- als Hrsg.: Mario und der Zauberer. Henschel Verlag, ISBN 978-3-89487-217-5.
- Schauplatz Spinnennetz. M&B Produktion.
- als Hrsg.: Denn wir sind Menschen voller Hoffnung. Christian Kaiser Verlag, ISBN 3-459-01742-2.
- als Hrsg.: Die großen Helfer. Arena Verlag, ISBN 978-3-401-04013-4.

## Jury-Mitgliedschaften
- 2000 Internationales Kinderfilmfestival in Zlin, Tschechien
- seit 2004 Mitglied der Deutschen Filmakademie
- 2005 Internationales Filmfestival „go east“ in Wiesbaden
- seit 2006 Mitglied der Europäischen Filmakademie
- 2007 Internationales Filmfestival Almaty, Kasachstan

## Auszeichnungen und Ehrungen
- 2007: Bundesverdienstkreuz am Bande der Bundesrepublik Deutschland[2]
- 2015: Kavalierskreuz des Verdienstordens der Republik Polen
- 2023: Bundesverdienstkreuz 1. Klasse[3]